# Dracula (film 2006)
Dracula – brytyjski horror z 2006 roku, będący adaptacją powieści „Drakula” Brama Stokera.

## Fabuła
Jest rok 1899. Lord Holmwood dowiaduje się, że jest chory. Prosi o pomoc niejakiego Singletona. Ten kontaktuje się z hrabią Draculą, który w zamian za zakup nieruchomości w Londynie ma uratować życie Lorda Holmwooda. Drakula przybywa do Wielkiej Brytanii. Nikt nie podejrzewa, że jest wampirem.

## Obsada
- Marc Warren – hrabia Dracula
- David Suchet – Abraham Van Helsing
- Dan Stevens – Lord Holmwood
- Tom Burke – Dr John Seward
- Stephanie Leonidas – Mina Murray
- Sophia Myles – Lucy Westenra
- Rafe Spall – Jonathan Harker
- James Greene – dr Blore
- Benedick Blythe – Lord Godalming